# Elwendia chaerophylloides
Elwendia chaerophylloides är en växtart i släktet Elwendia och familjen flockblommiga växter.
Arten förekommer i Centralasien, från Kazakstan i norr till Afghanistan och Pakistan i söder. Den beskrevs först av Eduard August von Regel och Johannes Theodor Schmalhausen och fick sitt nu gällande namn av Michail Pimenov och Jevgenij Kljujkov.